# Minkler, California
Minkler, California (енгл. Minkler) насељено је место без административног статуса у америчкој савезној држави Калифорнија.

## Демографија
По попису из 2010. године број становника је 1.003.
| Група             | 2000.    | 2010.       |
| Белци             | 0 (0,0%) | 649 (64,7%) |
| Афроамериканци    | 0 (0,0%) | 4 (0,4%)    |
| Азијати           | 0 (0,0%) | 23 (2,3%)   |
| Хиспаноамериканци | 0 (0,0%) | 302 (30,1%) |
| Укупно            | 0        | 1.003       |